# Lista do Património Mundial na Suécia
A Organização das Nações Unidas para a Educação, a Ciência e a Cultura (UNESCO) propôs um plano de proteção aos bens culturais do mundo, através do Comité sobre a Proteção do Património Mundial Cultural e Natural, aprovado em 1972. Esta é uma lista do Patrimônio Mundial existente na Suécia, especificamente classificada pela UNESCO e elaborada de acordo com dez principais critérios cujos pontos são julgados por especialistas na área. A Suécia, cujo legado histórico e cultural é marcado pela expansão da cultura viking, ratificou a convenção em 22 de janeiro de 1985, tornando seus locais históricos elegíveis para inclusão na lista.
O Sítio Real de Drottningholm, residência real da família real sueca ainda em uso, foi o primeiro bem da Suécia listado como Patrimônio Mundial por ocasião da 15ª Sessão do Comité do Patrimônio Mundial, realizada em Cartago (Tunísia) em 1991. Na sequência, a Suécia acrescentou ao Patrimônio Mundial os sítios Birka e Hovgården e Forjas de Engelsberga, ambos de interesse cultural. Desde a mais recente inclusão do país na lista, a Suécia totaliza 15 sítios listados como Patrimônio Mundial pela UNESCO, sendo 13 deles de interesse cultural, um de interesse natural e um sítio de interesse misto. 
A Suécia abriga ainda dois sítios compartilhados com outros países. O sítio natural Costa Alta / Kvarken (compartilhado com a Finlândia) e o sítio cultural Arco Geodésico de Struve (compartilhado com outros nove países da Europa). 

## Bens culturais e naturais
A Suécia conta atualmente com os seguintes lugares declarados como Patrimônio da Humanidade pela UNESCO:
| | Palácio Real de Drottningholm |
| Bem cultural inscrito em 1991. |                               |
| Localização: Estocolmo |                               |
| Localizado em uma ilha no Lago Mälaren, nas proximidades de Estocolmo, o Palácio Real de Drottningholm, incluindo seu palácio, seu teatro de 1766, seu pavilhão chinês e jardins, é o exemplo mais esplêndido de uma residência real no norte da Europa inspirada no modelo do Palácio de Versalhes. (UNESCO/BPI) |                               |

| | Birka e Hovgården |
| Bem cultural inscrito em 1993. |                   |
| Localização: Estocolmo |                   |
| Localizado na ilha de Bjork, no Lago Mular, o sítio arqueológico de Birka foi povoado nos séculos IX e XX. Juntamente com o local de Hovg.rden, localizado na ilha vizinha de Adels, forma um sítio arqueológico ilustrativo das complexas redes comerciais dos tempos vikings e sua influência na história da Escandinávia. Birka também foi a sede da mais antiga congregação cristã da Suécia, fundada em 831 por St. Ansgar. (UNESCO/BPI) |                   |

| | Forjas de Engelsberga |
| Bem cultural inscrito em 1993. |                       |
| Localização: Vestmânia |                       |
| Engelsberg é o local mais bem preservado e o exemplo mais completo das fundições de ferro de alta qualidade que renderam à Suécia o primeiro lugar neste setor produtivo nos séculos XVII e XVIII. (UNESCO/BPI) |                       |

| | Gravuras Rupestres de Tanum |
| Bem cultural inscrito em 1994. |                             |
| Localização: Västra Götaland |                             |
| Localizada no norte da região de Bohuslan, a cidade de Tanum possui um conjunto de petroglifos de importância excepcional tanto para sua variedade – representações de humanos, animais, armas, barcos e objetos diversos – quanto por sua unidade cultural e cronológica. Essas estampas das cavernas, que são ilustrativas da vida e das crenças dos povos europeus na Idade do Bronze, destacam-se por sua abundância e pela qualidade de sua conta. (UNESCO/BPI) |                             |

| | Skogskyrkogården |
| Bem cultural inscrito em 1994. |                  |
| Localização: Estocolmo |                  |
| Este cemitério de Estocolmo foi construído entre 1917 e 1920 por dois jovens arquitetos, Asplund e Lewerentz, em antigas sepulturas plantadas com pinheiros. Projetada para combinar elementos arquitetônicos com vegetação e aproveitar ao máximo os acidentes terrestres, a paisagem criada harmoniza perfeitamente com a função do local. O projeto de Skogskyrkog'rden exerceu uma profunda influência em muitos países ao redor do mundo. (UNESCO/BPI) |                  |

| | Cidade hanseática de Visby |
| Bem cultural inscrito em 1995. |                            |
| Localização: Gotlândia |                            |
| Localizada na ilha de Gotland, esta cidade foi construída no local de uma antiga população viking e tornou-se, entre os séculos XII e XII, o principal centro da Liga Hansática no Mar Báltico. Seus muros do século XIII e mais de 200 armazéns e mansões mercantes da mesma época fazem de Visby a mais bem preservada das cidades comerciais fortificadas do norte da Europa. (UNESCO/BPI) |                            |

| | Aldeia paroquial de Gammelstad |
| Bem cultural inscrito em 1996. |                                |
| Localização: Norrbotten |                                |
| Localizado no fundo do Golfo de Bothnia, Gammelstad é o exemplo mais bem preservado da aldeia-igreja, um tipo único de aldeia que já se espalhou pelo norte da Escandinávia. Suas 424 casas de madeira, agrupadas ao redor da igreja de pedra do início do século XV, eram habitadas apenas aos domingos e festas para serem guardadas pelos paroquianos dos condados vizinhos, que não podiam retornar no mesmo dia para suas casas devido à distância e às condições difíceis da viagem. (UNESCO/BPI) |                                |

| | Lapónia |
| Bem cultural inscrito em 1996. |         |
| Localização: Norrbotten / Västerbotten |         |
| Habitada pelos Saami, ou Lapônia, a região circunpolar do norte da Suécia é a maior e uma das últimas do mundo em que um modo de vida ancestral baseado em transumaníaco sazonal ainda predomina. Todo verão, os Lapons levam seus imensos rebanhos de renas para as montanhas através de uma paisagem natural preservada até hoje, embora ameaçados pela chegada de veículos motorizados. A moraina e os vastos e mutáveis cursos d'água glaciais desta região são ilustrativos de processos geológicos antigos e contemporâneos. (UNESCO/BPI) |         |

| | Porto Naval de Karlskrona |
| Bem cultural inscrito em 1998. |                           |
| Localização: Blekinge |                           |
| Karlskrona é um exemplo excepcional de cidades navais planejadas, características do final do século XVII na Europa. Manteve intacto seu layout primitivo e numerosos edifícios, bem como algumas instalações ilustrativas de seu desenvolvimento até hoje. (UNESCO/BPI) |                           |

| | Costa Alta e Arquipélago de Kvarken |
| Bem natural inscrito em 2000. |                                     |
| Localização: Vasterbotten |                                     |
| Este bem é compartilhado com: Noruega. |                                     |
| A Costa Alta e o Arquipélago de Kvarken estão localizados no Golfo de Bothnia, a extensão norte do Mar Báltico. Suas 5.600 ilhas e ilhotas são caracterizadas principalmente pela presença de moraine com uma crista ondulada, ou Geer moraine, formada pelo derretimento da calota de gelo continental que se tornou cerca de 10.000 a 24.000 anos atrás. No arquipélago, novas ilhas do mar emergem continuamente devido a uma rápida elevação glacio-isostática, um fenômeno que ocorre quando a terra comprimida pelo peso de uma geleira sobe quando derrete. A taxa de elevação do arquipélago é uma das mais altas do mundo. Como resultado do avanço das terras costeiras, as ilhas surgem das águas e se unem, a superfície das penínsulas se amplia e as baías acabam formando lagos, que então se tornam pântanos e turfeiras pantanosas. A Costa Alta também foi em grande parte configurada pela combinação de glaciação, o recuo das geleiras e o surgimento de novas terras. Desde que os gelos foram permanentemente removidos da Costa Alta – cerca de 9.600 anos atrás –, a elevação atingiu cerca de 285 metros, representando o maior "aumento" de terra observado até agora. A Costa Alta é um lugar excepcional para entender os processos geológicos que levaram à formação de geleiras e áreas de elevação da superfície da Terra. (UNESCO/BPI) |                                     |

| | Paisagem Agrícola do Sul da Olândia |
| Bem cultural inscrito em 2000. |                                     |
| Localização: Kalmar |                                     |
| O sul da ilha báltica de Aland é dominado por um grande planalto calcário no qual o homem viveu por mais de 5.000 anos, adaptando seu modo de vida a condições naturais. O resultado dessa presença humana é a paisagem excepcional do local, na qual testemunhos de populações contínuas abundam dos tempos pré-históricos até os dias atuais. (UNESCO/BPI) |                                     |

| | Mina de cobre de Falun |
| Bem cultural inscrito em 2001. |                        |
| Localização: Dalarna |                        |
| A imensa escavação mineira conhecida como "Grande Poço" é a característica mais notável da paisagem de Falun, ilustrativa da produção de cobre nesta região desde pelo menos o século XIII. Fundada no século XVII e com magníficos edifícios históricos, a planejada cidade de Falun, bem como os vestígios industriais e domésticos das aldeias espalhadas em grande parte da região de Dalecarlia, oferecem uma imagem vívida do que foi, durante séculos, uma das áreas de mineração mais importantes do mundo. (UNESCO/BPI) |                        |

| | Estação de Rádio de Grimeton |
| Bem cultural inscrito em 2004. |                              |
| Localização: Halland |                              |
| Localizada em Grimeton, sul-sul da Suécia, a estação de rádio Varberg foi construída entre 1922 e 1924. É um edifício monumental extraordinariamente bem preservado e muito representativo do início da era do sistema de telecomunicações sem fio entre as duas margens do Atlântico. O local retém o material de transmissão, compreendendo um conjunto de antenas compostas por seis torres de aço de 127 metros de altura. Embora não seja mais utilizado sistematicamente, o equipamento da estação é mantido em estado de trabalho. O local, que possui uma área de 109,9 hectares, compreende vários edifícios onde estão localizadas a estação de primeval Alexanderson e vários transmissores de ondas curtas com suas antenas correspondentes, além de uma área de habitação para funcionários. O arquiteto Carl Akerblad projetou os edifícios principais em estilo neoclássico e o engenheiro Henrik Kresger foi o responsável pela construção das antenas, que na época eram as estruturas de engenharia mais altas de toda a Suécia. Varberg é um testemunho excepcional do desenvolvimento das telecomunicações e é o único exemplo existente de uma importante estação de rádio baseada em tecnologia pré-eletrônica. (UNESCO/BPI) |                              |

| | Arco Geodésico de Struve |
| Bem cultural inscrito em 2005. |                          |
| Localização: Norrbotten |                          |
| Este bem é compartilhado com: Bielorrússia, Estónia, Finlândia, Letônia, Lituânia, Moldávia, Noruega, Rússia e Ucrânia. |                          |
| O arco geodésico de Struve é um conjunto de triangulações que abrange dez países, ao longo de 2.820 km, da Hammerfest (Noruega) ao Mar Negro. Composto pelos pontos de triangulação feitos entre 1816 e 1855 pelo astrônomo Friedrich Georg Wilhelm Struve, este arco permitiu a primeira medição precisa de um longo segmento do meridiano da Terra. Essa triangulação ajudou a definir e medir a forma exata da Terra e desempenhou um papel importante no avanço das ciências geológicas e na fabricação de mapas topográficos precisos. É um exemplo extraordinário de colaboração científica entre sábios de diferentes países, bem como um exemplo de cooperação entre vários monarcas europeus para o progresso científico. O arco primitivo consistiu em 258 triângulos e 265 pontos fixos principais. O local inscrito na Lista do Patrimônio Mundial compreende 34 dos pontos fixos originais indicados por diferentes meios: perfuração de rochas, cruzes de ferro, montes e obeliscos. (UNESCO/BPI) |                          |

| | Fazendas decoradas da Hälsingland |
| Bem cultural inscrito em 2012. |                                   |
| Localização: Govleborg |                                   |
| O local é composto por sete casas de madeira localizadas no leste da Suécia representando o auge da construção de madeira na região, uma tradição que remonta à Idade Média. Eles refletem a posteridade de agricultores independentes que, no século XIX, usaram suas riquezas para construir novas casas com salas auxiliares profundamente decoradas ou quartos reservados para festividades. As pinturas que as enfeitam representam a fusão da arte popular com os estilos preferidos pela aristocracia do proprietário da época, incluindo barroco e rococó. Decorados por pintores e artistas conhecidos ou desconhecidos que viajam de um para outro, os locais inscritos representam o florescimento final de uma longa tradição cultural. (UNESCO/BPI) |                                   |

## Lista Indicativa
Em adição aos sítios inscritos na Lista do Patrimônio Mundial, os Estados-membros podem manter uma lista de sítios que pretendam nomear para a Lista de Patrimônio Mundial, sendo somente aceitas as candidaturas de locais que já constarem desta lista. Desde 2009, a Suécia possui 1 local na sua Lista Indicativa.
| Sítio                            | Imagem | Localização | Ano  | Dados UNESCO   | Descrição |
| -------------------------------- | --- | ----------- | ---- | -------------- | --- |
| Ascensão da Biologia Sistemática | | Kronoberg   | 2009 | Cultural: (vi) | \| “ \| "Ascensão da Biologia Sistemática" é uma indicação provisória serial de treze locais em oito países, sugeridos pela Suécia, representando a fundação da ciência da Sistemática biológica. Os sítios combinados formam a arena onde a ciência se desenvolveu fortemente devido ao cientista sueco Carlos Lineu (1707-1778) e sua rede científica internacional. \| ” \| |
| “                                | "Ascensão da Biologia Sistemática" é uma indicação provisória serial de treze locais em oito países, sugeridos pela Suécia, representando a fundação da ciência da Sistemática biológica. Os sítios combinados formam a arena onde a ciência se desenvolveu fortemente devido ao cientista sueco Carlos Lineu (1707-1778) e sua rede científica internacional. | ”           |      |                | |